# 夜霧のブルース (ディック・ミネの曲)
夜霧のブルース（よぎりのぶるーす）は、ディック・ミネが1947年（昭和22年）にリリースしたシングル盤レコードである。

## 概要
この曲は、1947年に公開された水島道太郎主演映画『地獄の顔』（松竹）の主題歌として制作された。映画の舞台が中華民国（当時は中国国民党が中国大陸を実効支配していた）の上海であった為、歌詞に上海の地名が登場する。
またこの曲は第二次世界大戦中の敵性音楽追放などといった日本政府の政策により、芸能活動の場を失っていたディック・ミネ自身にとっても復活を果たした曲でもあり、彼の代表曲ともなった。
その後も石原裕次郎を始めとする多くの歌手がこの曲をカヴァーしている。また、この曲をモチーフとして日活が1963年6月30日に『夜霧のブルース』という題名として石原裕次郎、浅丘ルリ子主演、野村孝監督で映画化している。

## 収録曲
1. 夜霧のブルース（C-3102）
- 作詞 島田磬也 / 作曲・編曲 大久保徳二郎

2. 長崎エレジー
- 作詞 島田磬也 / 作曲・編曲 大久保徳二郎

尚、この『長崎エレジー』は、ディック・ミネが1953年の第4回NHK紅白歌合戦に出場した際に歌唱した。

## 夜霧のブルースをカヴァーした歌手
- 石原裕次郎（1962年、シングル「夜霧のブルース」）
- 青江三奈（1972年、アルバム『影を慕いて』収録）
- 渡哲也（1979年、アルバム『おもいで螢〜みちづれ』収録）
- フランク永井
- 菅原文太
- ちあきなおみ（1985年、アルバム『港が見える丘』収録）
- ダウンタウン・ブギウギバンド
- 井上宗孝とシャープ・ファイブ（ヴォーカル：三根信宏）
- 内山田洋とクールファイブ（ヴォーカル：前川清）
- 上々颱風（ヴォーカル：白崎映美）
- 天童よしみ（1991年、アルバム『天童節 昭和演歌名曲集 第四集』収録）
- 里見浩太朗（1999年、アルバム『雨の長崎～里見浩太朗ブル-スをうたう』収録）
- 三山ひろし（2020年、アルバム『歌い継ぐ!日本の流行歌』収録）